# Túnel de barcos de Stad
El túnel de barcos de Stad (en noruego: Stad skipstunnel) es un túnel navegable planificado para rodear la península de Stad en el municipio de Stad en el condado de Vestland, Noruega. La península es una de las zonas más expuestas de la costa, sin islas periféricas que la protejan de la intemperie. La sección ha sido tradicionalmente una de las más peligrosas a lo largo de la costa de Noruega. Cuando se construya, será el primer túnel para barcos de tamaño medio del mundo.

## Localización
Las aguas circundantes, conocidas como el mar de Stadhavet, es la parte costera más azotada por el viento del país y presenta un clima tormentoso alrededor de 100 días al año, lo que hace que los barcos a menudo esperen días para pasar. Las corrientes, creadas por el área que marca el punto de encuentro del mar del Norte y el mar de Noruega, complican aún más la navegación: desde que terminó la Segunda Guerra Mundial, se han producido 33 muertes en accidentes marítimos en el mar de Stadhavet. El sitio web oficial de Visit Norway mantiene la hipótesis de que los vikingos arrastraban sus barcos sobre la península para evitar cruzar el peligroso tramo de mar.

## Planificación

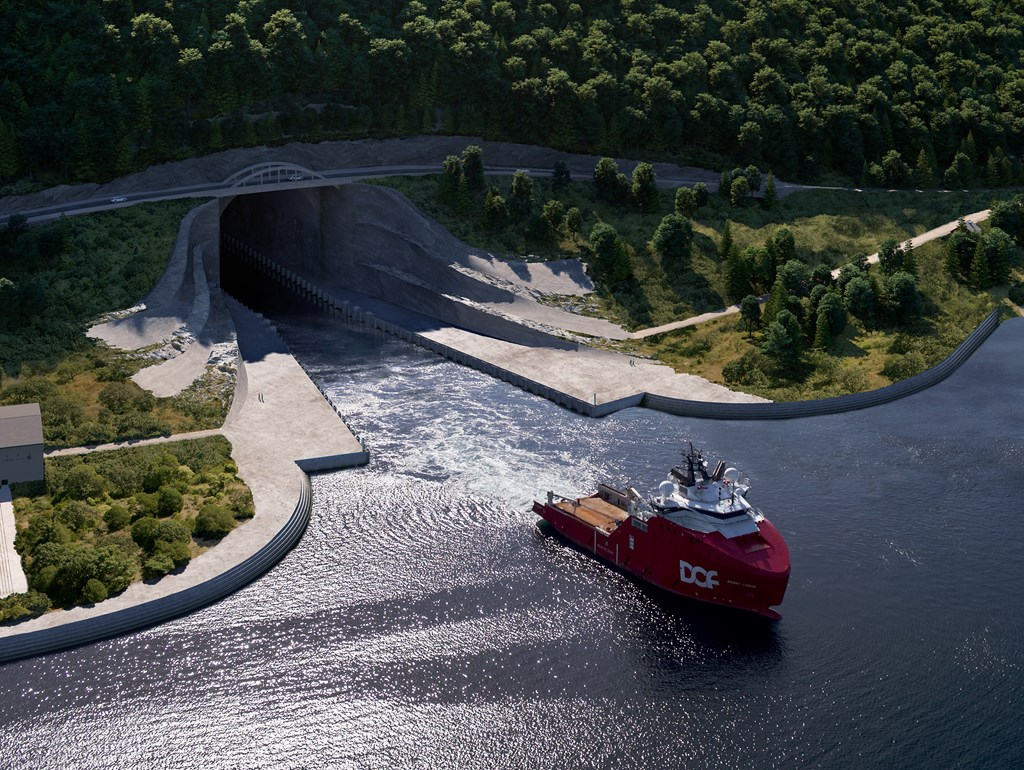
Imagen conceptual de los portales del túnel.

La primera propuesta fue en un artículo en el periódico Nordre Bergenhus Amtstidende en 1874, y poco después un artículo del mismo periódico proponía un túnel ferroviario a través de la península. Este último habría permitido subir las barcazas a los carros y cruzarlos, y costaría solo la mitad.
En 2011, un informe de Det Norske Veritas y el Instituto de Investigación en Economía y Administración de Empresas de la Administración Costera de Noruega concluyó que un túnel no sería económico. Consideró dos tamaños, pequeño y grande, que costarían 1264 y 2027 millones de coronas respectivamente. El informe concluyó que la utilidad, incluidos los costos de espera ahorrados, para los cargadores tiene un valor actual de 304 y 314 millones de coronas, respectivamente, y 67 y 76 millones de coronas en costes de accidentes ahorrados. Un informe similar de 2007 concluyó que el túnel sería económico. La Administración Costera declaró que las diferencias se debían a datos nuevos y mejores.
En 2013, el túnel se incluyó por primera vez en el Plan Nacional de Transportes. Se reservaron 1000 millones de coronas en el presupuesto. El túnel tendrá 49 metros de alto y 36 metros de ancho, capaz de manejar barcos de hasta 16 000 toneladas, lo suficientemente grande para los barcos expresos costeros Hurtigruten. El calado en el túnel será de 12 metros. El túnel reducirá la longitud de los viajes en 56 km.
Se propusieron dos recorridos: uno de 1800 metros de largo desde la granja Eide en la parte interior de Moldefjorden a través del istmo de Mannseidet hasta Kjødspollen (la parte interior de Vanylvsfjorden), el lugar más estrecho pero más interior de la península. La otra opción es un túnel un poco más largo desde la granja Skårbø hasta la granja Fløde a través de la parte central de la península. La segunda opción ha sido seleccionada para la construcción.
Knut Samset, profesor de gestión de proyectos en la Universidad Noruega de Ciencia y Tecnología, criticó la decisión de seguir adelante, alegando que los barcos modernos podrían navegar los mares de manera segura y que «el análisis de costo-beneficio es negativo».

## Construcción
En marzo de 2021, el Ministerio de Transportes y Comunicaciones de Noruega aprobó el inicio de los preparativos y la Administración Costera de Noruega espera que la construcción comience en 2022. Terje Andreassen, gerente de proyecto temporal, afirma que se espera que la construcción comience en 2023 con una finalización estimada en 2025 o 2026. El túnel puede estar abierto en 2025. Para abril de 2024, la fecha de inicio de la construcción sería 2025-2026, y su inauguración a final de la década.
Debido a que el gneis espeso requiere que se tunele a través, Andreassen propone un proceso de «perforación y voladura», con materiales entregados por mar debido a la insuficiencia de las carreteras locales, y un muro de roca o posiblemente coferdanes que se utilizan para mantener el túnel libre de agua durante construcción. Se calcula que deben ser retirados unos tres millones de metros cúbicos de roca. Las entradas del túnel han sido diseñadas por la firma noruega Snøhetta con paredes de roca en bruto para mezclarse con el paisaje circundante. Los diseños de Snøhetta incluyen pasarelas y la construcción de un nuevo puente de carretera para mejorar las vistas de los barcos que entran y salen del túnel.
Las negociaciones para las compras de terreno requeridas y la identificación de un contratista principal comenzaron en abril de 2021. Varias empresas noruegas e internacionales están revisando información sobre el proyecto.